# コヨーテ (音楽グループ)
コヨーテ（코요태、高耀太、Koyote）は韓国の3人組男女混成グループである。結成当時現役女子高校生だったシンジ（신지）をメインボーカルに据え、その後数回の男性メンバーの入れ替わりを経て、2004年に現在のメンバー構成となった。
デビュー当時はアルファベット表記が「Koyote」、「koyotae」と一定していなかったが、1集アルバムの追加プレスから「Koyote」に統一された。
1980年代ディスコ風メロディーを特徴とする。

## メンバー
- シンジ（신지、1981年11月18日（43歳））(本名：イ・ジソン（이지선）)
  - ボーカル（女性）
  - 結成当時からいる唯一のメンバー。
  - デビュー当時は富開女子高校2年生であった。
  - 身長165cm。
- キム・ジョンミン（김종민、1979年9月24日（45歳））
  - ボーカル（男性）
  - 3集より加入。
  - 当初は客員ボーカルという位置付けだったが、5集から正式にリーダーになる。
  - KBS『1泊2日』『青春不敗』などバラエティ番組の出演もある。
  - 兵役の間芸能活動から離れたが、除隊後再活動。
  - 身長177cm。
- ペッカ（빽가、1981年5月14日（44歳））
  - ラップ担当（男性）
  - 6集に客員メンバーとして参加。7集より正式加入。
  - 2009年、兵役による公益勤務期間中に頭痛と失神を訴え、脳に拳ほどの腫瘍があることが発覚。[1]2010年1月に手術を経て寛解。
  - 現在は、「Skulllism」とコラボレーションしているようだ。
  - 身長186cm。
  - 本名はペク・ソンヒョン（백성현）。

## 過去のメンバー
- チャ・スンミン（차승민、1979年6月12日（45歳））
  - 結成時のメンバーで、初代リーダーにしてボーカル。
  - 通称レイモンド(Raymond)。2集発表後に米国の大学での学業専念を理由に脱退した。
  - 身長177cm。
- キム・グ（김구、1976年3月2日（49歳））
  - 結成時のメンバーでラップ担当。
  - 4集発売後に脱退。
  - 麻薬所持で逮捕されたことがある。
  - 現在はロックバンド『V.E.I.L』のラッパー『Evil Monkee』として活動中。
  - 本名はキム・ウォンギ（김원기）。
  - 身長186cm。
- キム・ヨンワン（김영완）
  - 4集発表時の客員メンバーでラップ担当。
- チョン・ミョンフン（정명훈）
  - 5集発表時の客員メンバーでラップ担当。
  - 元O.P.P.A、元O.P.P.A.007。

## ディスコグラフィ

### アルバム
- 1集 「純情」 (1998年)
- 2集 「失恋」(1999年11月)
- 3集 「Something In The Hospital」 (2000年11月2日)
- 4集 「必立」 (2002年3月15日)
- 5集 「非常」 (2003年5月22日)
- 6集  (2004年3月26日)
- 7集 「rainbow」 (2004年11月)
- 8集 「必UP 되다」 (2005年8月30日)
  - 8集 Repackage (2005年12月20日)
- The Koyote In Ballade Special (2006年3月28日)
- 9集 「Koyote in London」(2006年9月30日)
- 9.5集 「Koyote Dance Best and 9.5」(2007年10月11日)
- ミニアルバム「Koyote ugly」（2010年6月10日）
  - 日本国内は6月11日
- ミニアルバム「GOODGOODHAN KOYOTE」 (2011年8月19日)

### シングル
- デジタルシングル「미공개 버전」(2006年1月26日)
- デジタルシングル「너만이」(2008年11月18日)
- EP　「Jumpin'」(2009年5月29日)
- デジタルシングル「Oh, Yes!」(2009年10月29日)
- デジタルシングル「사랑하긴 했니」(2010年6月4日)
- デジタルシングル「Jump、Jump、Jump」(2010年8月2日)
- デジタルシングル「White Love スキー場で(스키장에서)」(2010年12月8日)
- シングル「言った言葉繰り返して(했던 말 또 하고)」(2012年1月2日)  　※勇敢な兄弟が参加
- デジタルシングル「嘘にも見えます(거짓말도 보여요)」(2013年3月22日)　　※公式活動はなし
- デジタルシングル「Marry me」(2013年6月19日)
- デジタルシングル「Hollywood」(2013年7月25日)
- デジタルシングル「이 겨울이 가도」(2013年12月6日)
- デジタルシングル「안아줘요」(2013年12月13日)
- EP 「1999」(2014年1月22日)
- デジタルシングル「멈춘사랑」(2015年3月3日)

## ヒット曲
（英語題名には公式、非公式に使われているものを両方含んでいる。カタカナ表記は公式なものではない）
- 「純情 (순정)」スンジョン、Soon Jung、Genuine/Pure Love　(1998年 1集)
  - デビュー曲
  - 2006年にDJ OZMAが日本語カバー
- 「失恋 (실연)」シリョン、Silyon/Shilyeon/Shilyun、Disappointed in Love/Broken Heart　(1999年11月 2集)
- 「アリラン牧童 (아리랑 목동)」アリラン モクトン（2002年 4集）
- 「火花 (불꽃)」（2004年 6集）
  - 「四季の歌」を引用。盗作問題が持ち上がったためクレジットが荒木とよひさに変更された[2]。
- 「波瀾 (파란)」パラン、Parang/Paran、Disturbance
- 「悲傷 (비상)」ピサン、Bisang、Sadness
- 「未練 (미련)」ミリョン、Miryon
- 「出逢い (만남)」マンナム、Mannam、Meeting
- 「Y」珍しいバラード
- 「Passion」（パッション、英語が正式題名）
- 「アジャ！ アジャ！ (아자! 아자!)」AhJa! AhJa!（2005年）
- 「I love rock ＆ roll」
- 「Good Good Time」(ミニアルバム・GOOD GOOD HANKOYOTE)

## トピックス
- デビュー曲「純情」は、かつて千葉ロッテマリーンズの応援歌として利用されていた。さらには、DJ OZMAによってカバーされて、2006年7月にCDが発売された。
- 「マンナム」もロッテの里崎智也の応援歌として使われていた。
- シンジのソロ曲「Always」は、かつてサービスされていた韓国製オンラインゲーム『ヨーグルティング』の韓国版イメージPVに使用されている。
- 2002 FIFAワールドカップの時には、4集に収録されていた「アリラン牧童」 (아리랑 목동) がサッカー韓国代表の公式応援歌として使用された。最近ではプロ野球のアジアシリーズやワールドベースボールクラシックでも、韓国が出る試合で応援団に歌われた。
- 2004年の6集に収録されたイ・ヨンミン作曲の「火花」（불꽃）は、2007年に発売されたベスト版の9.5集では 불꽃 (원곡 : Shikino Uta) 「直訳：火花（原曲：Shikino Uta）」という曲名となり、芹洋子歌唱で有名となった「四季の歌」のアレンジ版カバーであるとした。
- 2005年に発表された「アジャ！ アジャ！」（아자! 아자!）は、ジンギスカンの「ジンギスカン」と「めざせモスクワ」を抱き合わせアレンジした楽曲となっている。[3]
- 2006年に発売されたDJ OZMAのアルバム「I ♥ PARTY PEOPLE」にはデビュー曲「純情」の他、6集の「ディスコ王」と「together」のカバー曲が収録されている。また、2007年に発売された「I ♥ PARTY PEOPLE2」には7集の「白い童話」のカバー曲が収録されている。また、2008年末に発売された「I ♥ PARTY PEOPLE3」には2集の「失恋」のカバー曲が収録されている。
- 2007年7月28日、メンバーが来日し、六本木FLOWERにて、シークレットライブが行われた。
- 2008年7月、メインボーカルのシンジが、自身初となるソロアルバムを発表し話題となった。
- 2011年11月26日、クレオ大阪北にて、Japan 1st Live and Talk in Osakaが行われた。